# Granngården AB
Granngården AB är en rikstäckande butikskedja och e-handel med detaljhandel inom trädgård, husdjur, foder, häst & ryttare, lantbruk och skog samt hus & hem. Granngården hade 2024 omkring 140 butiker och drygt 800 anställda. Omsättningen var då cirka 2,5 miljarder kronor per år.
Huvudkontoret ligger i Malmö och nuvarande VD är Eivind Torkildsen.
Kedjan ägdes tidigare av Lantmännen, och hette då Lantmännen Granngården. 2008 köpte EQT Opportunity
Granngården. Sedan 2016 äger norska Felleskjøpet Granngården.
Granngården AB innefattar också det tidigare postorderföretaget Nordpost som numera är ett varumärke under Granngården AB som säljer lantbruksartiklar online och via postorder. Nordpost ingick i ägarbytet.